# Liste der Bodendenkmale in Sandbostel
In der Liste der Bodendenkmale in Sandbostel sind die Bodendenkmale der niedersächsischen Gemeinde Sandbostel aufgeführt. Die Quelle ist der Denkmalatlas Niedersachsen. 
Der Stand der Liste ist der 10. Dezember 2024.
Allgemein

Sandbostel im Landkreis Rotenburg (Wümme)

In den Spalten finden sich folgende Informationen des Bodendenkmales:
Lagegeographische Koordinaten
BezeichnungBezeichnung lt. Denkmalatlas
BeschreibungBeschreibung lt. Denkmalatlas
IDObjekt-ID
BildBild, ggf. zusätzlich mit Link zu weiteren Fotos im Medienarchiv Wikimedia Commons.

## Ober Ochtenhausen
| Lage                        | Bezeichnung                                | Beschreibung | ID       | Bild |
| --------------------------- | ------------------------------------------ | --- | -------- | ---- |
| 53° 24′ 1″ N, 9° 9′ 38″ O   | Ober Ochtenhausen 8, Grabhügel             | Durchmesser ca. 16 m und Höhe ca. 0,6 m. Ebenmäßig gewölbt; Rand schwach abgesetzt, im Süden von tiefem Abzugsgraben angeschnitten. | 28967349 | BW   |
| 53° 24′ 2″ N, 9° 9′ 39″ O   | Ober Ochtenhausen 9, Grabhügel             | Durchmesser ca. 13,5 m und Höhe ca. 0,8 m. Ebenmäßig gewölbt, Rand schwach abgesetzt. In der Mitte und im Norden flache Einsenkung. | 28967351 | BW   |
| 53° 24′ 20″ N, 9° 10′ 51″ O | Ober Ochtenhausen 11, Grabhügel            | Durchmesser ca. 25 m und Höhe ca. 2 m. Hoch gewölbt, Rand abgesetzt. In der Mitte alte verwachse Eingrabung. Absatz im Süd- und Ost-Teil. Tierlöcher. | 28967350 | BW   |
| 53° 23′ 49″ N, 9° 11′ 28″ O | Ober Ochtenhausen 12, Grabhügel            | Durchmesser ca. 20,7 m und Höhe ca. 1,5 m. Hoch gewölbt, Rand abgesetzt. Oberfläche durch alte Eingrabung stark zerklüftet; Nord- und Nordwest-Teil durch Abgrabungen zerstört. West-Rand von Waldweg mit Fahrspur von Nord nach Süd angeschnitten. | 28967344 | BW   |
| 53° 23′ 54″ N, 9° 10′ 16″ O | Ober Ochtenhausen 14, Grabhügel            | | 28965586 | BW   |
| 53° 23′ 52″ N, 9° 10′ 24″ O | Ober Ochtenhausen 16, Grabhügel            | Durchmesser ca. 7 m und Höhe ca. 0,3 m. Klein, annähernd rund. Flach, Rand allmählich auslaufend. Im Südwest-Teil alte Einsenkung. Schwer zu erkennen. | 28965590 | BW   |
| 53° 23′ 52″ N, 9° 10′ 25″ O | Ober Ochtenhausen 17, Grabhügel            | Durchmesser ca. 19 m und Höhe ca. 1,8 m. Ebenmäßig hoch gewölbt, Rand abgesetzt. In der Kuppe alte Eingrabung. Nord-Rand durch tiefen Graben in Ost-West-Richtung zerstört. | 28965589 | BW   |
| 53° 23′ 41″ N, 9° 9′ 14″ O  | Ober Ochtenhausen 25, Grabhügel            | Durchmesser ca. 20 × 4 m und Höhe ca. 0,3 m. Grabhügelrest. Nord- und Süd-Teil alt abgetragen und überpflügt; Mittelteil erhalten. Unförmig. Schwach gewölbt, Rand nach West und Ost allmählich auslaufend. Als Grabhügel kaum noch erkennbar. | 28966852 | BW   |
| 53° 23′ 37″ N, 9° 9′ 12″ O  | Ober Ochtenhausen 26, Grabhügel            | Durchmesser ca. 7 × 10 m und Höhe ca. 0,7 m. Unförmiger Rest eines Grabhügels inselartig in Ackerland. Er blieb wegen einer darauf befindlichen dreistämmigen alten Buche noch erhalten. An allen Seiten alt abgetragen; es liegen etliche größere Steine frei. Oberfläche sehr unregelmäßig und verwaschen. Der 1926 noch 20 × 17 m große Grabhügel war bereits 1890 durch eine gut zwei Meter tiefe Grube beschädigt. Laut Müller-Brauel im Jahr 1926 abgefahren, wobei ein Bronzeschwert der älteren Bronzezeit gefunden wurde. Bestand aus reinem Sand, nur am Rand lagen drei kopfgroße Steine. | 28966853 | BW   |
| 53° 23′ 33″ N, 9° 9′ 13″ O  | Ober Ochtenhausen 27, Grabhügel            | Durchmesser ca. 15 × 10 m und Höhe ca. 2 m. Ursprünglich runder hochgewölbter Grabhügel. Durch seitliche Abgrabungen ist nur noch ein länglicher Rest erhalten. Am östlichen Rand liegen große Steine frei. Im Jahr 1979 noch einen, zu dieser Zeit auch schon durch Abgrabungen verringerten Dm. 23,5 m und H. 3 m. | 28966854 | BW   |
| 53° 24′ 0″ N, 9° 7′ 28″ O   | Ober Ochtenhausen 50, Ringwall (Altenburg) | | 28965706 |      |
| 53° 23′ 33″ N, 9° 7′ 15″ O  | Ober Ochtenhausen 51, Grabhügel            | Durchmesser ca. 21,5 m und Höhe ca. 2 m. Hoch und ebenmäßig gewölbt, Rand abgesetzt. In der Mitte flache Einsenkung. Einkuhlungen im Südosten. Im südlichen Bereich gestört. | 28965707 | BW   |
| 53° 23′ 3″ N, 9° 8′ 48″ O   | Ober Ochtenhausen 57, Schloss              | | 28965714 | BW   |
| 53° 24′ 9″ N, 9° 10′ 56″ O  | Ober Ochtenhausen 70, Grabhügel            | Durchmesser ca. 7 m und Höhe ca. 0,5 m. Annähernd rund. | 28965636 | BW   |

### Ober Ochtenhausen 19
- ID:28965729
- Gruppe von ehemals neun Grabhügeln, von denen einer durch Tierbaue völlig zerwühlt ist. Die übrigen sind mit Dm. 8 – 19,5 m und H. 0,3 – 1,9 m erhalten.

| Lage                        | Bezeichnung          | Beschreibung | ID       | Bild |
| --------------------------- | -------------------- | --- | -------- | ---- |
| 53° 23′ 57″ N, 9° 10′ 54″ O | Ober Ochtenhausen 20 | Durchmesser ca. 13,5 m und Höhe ca. 0,6 m. Flach gewölbt, Rand allmählich auslaufend. In der Mitte alte Einsenkung. | 28965720 | BW   |
| 53° 23′ 55″ N, 9° 10′ 55″ O | Ober Ochtenhausen 21 | Durchmesser ca. 14 m und Höhe ca. 0,8 m. Ebenmäßig gewölbt, Rand schwach abgesetzt. In der Mitte verwaschene, alte Eingrabung, Nord-Rand von Schneise von West nach Ost angeschnitten.                                                                           | 28965721 | BW   |
| 53° 23′ 52″ N, 9° 10′ 57″ O | Ober Ochtenhausen 22 | Durchmesser ca. 19,5 m und Höhe ca. 1,1 m. Ebenmäßig gewölbt, Rand abgesetzt. Etliche Einsenkungen, wahrscheinlich alte Tiergänge. | 28965722 | BW   |
| 53° 23′ 52″ N, 9° 10′ 59″ O | Ober Ochtenhausen 23 | Durchmesser ca. 19,8 m und Höhe ca. 1,2 m. Ebenmäßig gewölbt, Rand abgesetzt. In der Mitte zwei alte, weite Eingrabungen, von denen eine bis an den Nord-Rand reicht. Am Süd-Rand auf etwa zwei Drittel der Höhe ein halbkreisförmiger Graben von West nach Ost. | 28965725 | BW   |
| 53° 23′ 53″ N, 9° 11′ 2″ O  | Ober Ochtenhausen 24 | Durchmesser ca. 15,8 m und Höhe ca. 1,9 m. Ebenmäßig hoch gewölbt, Rand deutlich abgesetzt. Im Westen, Norden und Osten flache, alte Einsenkungen. | 28965723 | BW   |
| 53° 23′ 53″ N, 9° 10′ 58″ O | Ober Ochtenhausen 45 | Durchmesser ca. 11,5 m und Höhe ca. 0,6 m. Ebenmäßig gewölbt, Rand schwach abgesetzt. Von West nach Ost eine flach eingetiefte Schneise. | 28965727 | BW   |
| 53° 23′ 52″ N, 9° 10′ 57″ O | Ober Ochtenhausen 46 | Durchmesser ca. 12,5 m (in Nord-Süd-Richtung durch eine über den Nord-Rand verlaufende deutlich eingetiefte Schneise nur noch 8,7 m) H. 0,8 m. Ebenmäßig gewölbt, Rand abgesetzt. In der Mitte verwaschene, alte Eingrabung.                                     | 28965729 | BW   |
| 53° 23′ 53″ N, 9° 10′ 59″ O | Ober Ochtenhausen 47 | Durchmesser ca. 8 m und Höhe ca. 0,3 m. Klein. Flach, Rand allmählich auslaufend. Von West nach Ost eine wenig eingetieften Schneise. | 28965730 | BW   |

### Ober Ochtenhausen 32
- ID:28965879
- Gruppe von ursprünglich 13 Grabhügeln, davon acht in der Gemarkung Ober Ochtenhausen, zwei auf der Gemeindegrenze zwischen Ober Ochtenhausen und Granstedt und drei weitere in der Gemarkung Granstedt. Bis auf einen Grabhügel in der Gemarkung Ober Ochtenhausensind alle obertägig erhalten. Ihr Durchmesser liegt bei 7 – 28 Meter, die Höhe bei 0,5 – 3 Meter.

| Lage                       | Bezeichnung          | Beschreibung | ID       | Bild |
| -------------------------- | -------------------- | --- | -------- | ---- |
| 53° 22′ 31″ N, 9° 8′ 53″ O | Ober Ochtenhausen 32 | Durchmesser ca. 22 m und Höhe ca. 2,3 m. Mächtiger Rundhügel. Hoch und ebenmäßig gewölbt, Rand deutlich abgesetzt. In der Mitte große, tiefe, trichterförmige Eingrabung. West-Seite angepflügt.         | 28965764 | BW   |
| 53° 22′ 31″ N, 9° 8′ 54″ O | Ober Ochtenhausen 33 | Durchmesser ca. 14,5 m und Höhe ca. 0,5 m. Ebenmäßig gewölbt; Rand abgesetzt, bis auf die West-Seite deutlich angepflügt.                                                                                | 28965765 | BW   |
| 53° 22′ 30″ N, 9° 8′ 53″ O | Ober Ochtenhausen 34 | Durchmesser ca. 15,5 m und Höhe ca. 1,3 m. Rundlich. Ebenmäßig gewölbt, Rand stark abgesetzt. Nordwest-Rand von Feldweg angeschnitten. Am Süd-Rand zum Schuppen etwas abgetreten bzw. abgetragen.        | 28965766 | BW   |
| 53° 22′ 29″ N, 9° 8′ 54″ O | Ober Ochtenhausen 35 | 1930 noch Dm. 12 m, H. 1,1 m. Heute obertägig kaum mehr erkennbar. | 28965865 | BW   |
| 53° 22′ 29″ N, 9° 8′ 57″ O | Ober Ochtenhausen 36 | Durchmesser ca. 22 m und Höhe ca. 3 m. Hoch und ebenmäßig gewölbt. In der Kuppe flache Einsenkung. Alle Seiten deutlich angepflügt. Westlicher Bereich durch Viehtritt beschädigt. Im Hügel ein Tierbau. | 28965864 | BW   |
| 53° 22′ 28″ N, 9° 8′ 56″ O | Ober Ochtenhausen 37 | 1930 noch Dm. 10 m, H. 1 m. Heute obertägig kaum mehr erkennbar. | 28965866 | BW   |
| 53° 22′ 27″ N, 9° 8′ 57″ O | Ober Ochtenhausen 38 | Durchmesser ca. 28 m und Höhe ca. 3 m. Ebenmäßig hoch gewölbt. Rand stark abgesetzt, von Südost bis Nordwest deutlich angepflügt. In der Kuppe alte große, trichterförmige Eingrabung.                   | 28965867 | BW   |

## Sandbostel
| Lage                       | Bezeichnung                        | Beschreibung | ID       | Bild |
| -------------------------- | ---------------------------------- | --- | -------- | ---- |
| 53° 25′ 12″ N, 9° 7′ 13″ O | Sandbostel 10, Burg                | Burgplatz mit erhöhter runder Fläche von etwa 100 Meter Durchmesser unmittelbar westlich der Oste. Zum umgebenden Niederungsgebiet ist er steil mit bis zu 2,5 m Höhe geböscht, im Südwesten ist er flacher. Im Nordwesten ist der Umfassungsgraben stellenweise noch erkennbar. Es sind keine historischen Quellen bekannt, die sich sicher auf die Burg beziehen ließen. Vermutlich handelt es sich um den Stammsitz des ab 1276 in den Quellen erscheinenden Ministerialengeschlechts von Minstede. 1612 wird das Gut „Lutken borstell oder Minteburgh“ genannt. 1718 heißt es, dass Mintenburg einst ein adeliger Hof gewesen, nun aber ganz verwüstet sei. | 28966616 | BW   |
| 53° 24′ 24″ N, 9° 7′ 27″ O | Sandbostel 16, Befestigter Gutshof | | 28965512 | BW   |